# Stridsvagnsmintändare 4
Stridsvagnsmintändare 4 är en mintändare som används av svenska Försvarsmakten. Mintändaren är tryckutlösande och har röjningsskydd. Den är i första hand avsedd att användas till stridsvagnsmina 5. Om tändaren förses med ett anslutningsdon kan den även användas till stridsvagnsmina m/41, stridsvagnsmina m/47 och stridsvagnsmina m/52B. Röjningsskyddet gör att minan detonerar om tändaren rubbas ur sitt läge av till exempel en minplog, minvält eller en kättingridå. Tändaren utlöses inte av närliggande detonation.
Mintändaren är inte återsäkringsbar och kan inte återanvändas. Röjning sker enbart genom sprängning.
Mintändaren består av ett hus som innehåller tändmekanismen och sprängämne. Huven som är överdelen av mintändaren är rörlig med låshandtag och transportsäkring. Tansportsäkringen låser låshandtaget vid huven. Låshandtaget uppfällt mot huven förhindrar i säkert läge att urverket startas. Vid armering fälls låshandtaget ner och huven vrids moturs till stopp. I detta läge låses huven och urverket startar. Inom fem minuter frigörs tändstiftet, sprängkapselsäkringen och rörelsesensorn kopplas in.
Om minan körs över innan armeringstiden löpt ut (fem minuter) uppstår en blindgångare av mintändaren. Efter armering kan mintändaren varken flyttas eller rubbas utan att detonera.

## Minlådan
Minlådan innehåller 16 tändare och väger 20 kg.